# Fryderyk IV z Badenii
Fryderyk IV z Badenii (ur. w 1458, zm. 24 listopada 1517 w Lier) – biskup Utrechtu od 1496 do 1516, pochodzący z rodu władców Badenii.

## Życiorys
Fryderyk był trzecim synem margrabiego Badenii Karola I i Katarzyny, córki arcyksięcia Styrii i Karyntii Ernesta Żelaznego z dynastii Habsburgów. Bratem jego matki był cesarz Fryderyk III Habsburg. Jako młodszy syn został przeznaczony do stanu duchownego. Był kanonikiem w kapitułach katedralnych w Utrechcie i Kolonii. Za sprawą Maksymiliana I Habsburga (syna Fryderyka III) w 1493 został biskupem koadiutorem w Utrechcie, a w 1496 biskupem Utrechtu. Jako władca księstwa biskupiego wspierał politykę Habsburgów aż do 1514, gdy w tajemnicy przed swymi protektorami spróbował z pomocą króla Francji zamienić biskupstwo Utrechtu na biskupstwo Metzu. Habsburgowie utracili do niego zaufanie i syn Maksymiliana I, Karol V Habsburg, zmusił go do ustąpienia ze stanowiska, a w 1516 papież zatwierdził na nim jego następcę.